# Мартинова-Шиманська Валентина Іванівна
Валенти́на Іва́нівна Мартинова-Шиманська (19 лютого 1951, с. Богданове, Барвінківського району, Харківської області — 17 лютого 2013, Івано-Франківськ) — радянська та українська акторка театру. Заслужена артистка України (2009 рік).

## Життєпис
На сцені з 1972 року, в Івано-Франківському академічному обласному музично-драматичному театрі ім. Івана Франка весь час, відпрацювала понад 40 років, зіграла десятки різнопланових ролей.
На VI регіональному фестивалі «Прем'єри сезону—2008» отримала нагороду за найкращу жіночу роль другого плану.
Виступала також в Івано-Франківському академічному обласному театрі ляльок ім. Марійки Підгірянки.